# StylipS
StylipS (in giapponese スタイリップス) è un gruppo musicale giapponese formatosi nel 2011.

## Storia del gruppo
Formato fin dall'inizio da Arisa Noto, Yui Ogura, Kaori Ishihara e Maho Matsunaga si dedica maggiormente sigle per anime giapponesi. Nel febbraio 2012 hanno pubblicato il loro primo singolo dal titolo STUDY×STUDY, che raggiunge la posizione numero 18 della classifica Oricon, la numero 97 della Billboard Japan Hot 100 ed altre posizioni in differenti classifiche, e viene usata come sigla finale nella light novel High School DxD. Il loro secondo singolo, Miracle Rush, raggiunge la numero 42 nella Billboard Japan Hot 100 e la numero 13 nella classifica stilata da Oricon oltre che essere utilizzata come sigla d'apertura del manga Saki, ed il terzo, Choose me, raggiunge la numero 34 della Billboard giapponese, la posizione 10 nella Oricon e viene usata come sigla per Kono Naka ni Hitori, Imōto ga Iru!.
Il 9 gennaio 2013 hanno pubblicato il loro primo album intitolato Step One, che raggiunge la posizione numero 13 della Oricon.

## Discografia

### Album
| Anno | Dettagli                                                                                    | Posizione massima |
| ---- | ------------------------------------------------------------------------------------------- | ----------------- |
| 2013 | Step One!! - Pubblicazione: 9 gennaio 2013 - Formati: CD - Etichetta: Lantis                | 13 (Oricon)       |
| 2012 | THE LIGHTNING CELEBRATION - Pubblicazione: 24 aprile 2013 - Formati: CD - Etichetta: Lantis |                   |

### Singoli
| Anno | Dettagli                                                                            | Posizione massima |
| ---- | ----------------------------------------------------------------------------------- | ----------------- |
| 2012 | Study x Study - Pubblicazione: 8 febbraio 2012 - Formati: CD - Etichetta: Lantis    | 18 (Oricon)       |
| 2012 | Miracle Rush - Pubblicazione: 16 maggio 2012 - Formati: CD - Etichetta: Lantis      | 13                |
| 2012 | Choose me Darling - Pubblicazione: 22 agosto 2012 - Formati: CD - Etichetta: Lantis | 10 (Oricon)       |